# چارلی برگس
چارلی برگس (انگلیسی: Charlie Burgess؛ 25 December 1883 – 1956) بازیکن فوتبال اهل بریتانیا بود.
از باشگاه‌هایی که در آن بازی کرده‌است می‌توان به باشگاه فوتبال استوک سیتی و باشگاه فوتبال منچستر سیتی اشاره کرد.